# Obrigheim (Baden)
Obrigheim település Németországban, azon belül Baden-Württembergben. Lakosainak száma 5372 fő (2023. december 31.).

## Népesség
A település népessége az elmúlt években az alábbi módon változott:
| Lakosok száma | 5139 | 5179 | 5264 | 5307 | 5407 | 5348 | 5372 |
|               | 1975 | 2014 | 2017 | 2019 | 2021 | 2022 | 2023 |